# Renato Silva
Renato Manuel Silva Gomes (* 22. Mai 1976 in Cartaxo) ist ein ehemaliger portugiesischer Radrennfahrer.
Silva begann seine Karriere 1999 bei dem portugiesischen Radsport-Team Maia-Cin. Bei der nationalen Meisterschaft im Zeitfahren belegte er 2004 den dritten Rang. 2006 fuhr Silva für das Continental Team Imoholding-Loule. In diesem Jahr wurde er bei der Volta ao Santarém Siebter der Gesamtwertung. 2007 stand Silva bei dem neu gegründeten Professional Continental Team SL Benfica unter Vertrag. Im Jahr darauf beendete er seine Radsportlaufbahn.

## Teams
- 1999 Maia-Cin
- 2000 Maia-MSS
- 2001–2003 Milaneza-MSS
- 2004–2005 Milaneza Maia
- 2006 Imoholding-Loulé Jardim Hotel
- 2007 Benfica
- 2008 Centro Ciclismo de Loulé